# NGC 1219
NGC 1219 est une galaxie spirale située dans la constellation de la Baleine. Elle a été découverte par l'astronome allemand Albert Marth en 1864.

## Caractéristiques
Sa vitesse par rapport au fond diffus cosmologique est de 5 977 ± 18 km/s, ce qui correspond à une distance de Hubble de 88,2 ± 6,2 Mpc (∼288 millions d'al).
La classe de luminosité de NGC 1219 est II-III et elle présente une large raie HI.